# زيبر (فلم)
زيبر (بالإنجليزية: Zipper) هو فيلم إثارة سياسي أمريكي أنتج في سنة 2015 وهو من إخراج وتأليف مورا ستيفنز وبطولة باتريك ويلسون ولينا هيدي وديانا أغرون وريتشارد درايفوس وبينيلوبي ميتشل وراي وينستون، تم عرض الفيلم لأول مرة في 25 يناير 2015 في مهرجان صاندانس السينمائي. وتم إطلاقه رسمياً في 25 أغسطس 2015.

## القصة
تدور أحداث الفيلم حول (سام إليس) الذي يبدأ منحنى عمله في الصعود، حيث أصبح مُدعيا فيدراليا ذا مستقبل سياسي مُشرق، ولكن الرحلة التي كانت من المتوقع أن تكون تجربة للذكرى مع مرافق راق تحولت إلى إدمان مُتنامٍ، حيث تنحرف بوصلته الأخلاقية، ويبدأ الشيطان الداخلي يوسوس له ليضعه هو وعائلته ومهنته في مهب الريح.

## البطولة
- باتريك ويلسون بدور سام إيليس
- لينا هيدي بدور جيني إيليس
- ديانا أغرون بدور داليا
- ألكسندرا بريكندريدج بدور كريستي
- بينيلوبي ميتشل بدور لايسي / جينيفر
- ريتشارد درايفوس بدور جورج هيلر
- جون تشو بدور إي جاي
- راي وينستون بدور نايغل كوكر
- بيلي سلوتر بدور سام
- كريستوفر ماكدونالد بدور بيتر كيركلاند

## التقييم
حصل الفيلم على تقييم 17% في موقع الطماطم الفاسدة بناءً على 29 مراجعة وحاز على عدة انتقادات معظمها سلبية. على موقع ميتاكريتيك حصل على تقييم 39%. وذكر الناقد جون هوفمان أن الفيلم تعامل بشكل محبط عن صناعة الجنس والخيانة الجنسية.

## وصلات خارجية
- مقالات تستعمل روابط فنية بلا صلة مع ويكي بيانات

- زيبر على قاعدة بيانات الأفلام على الإنترنت